# Johan Daniel Grönstedt

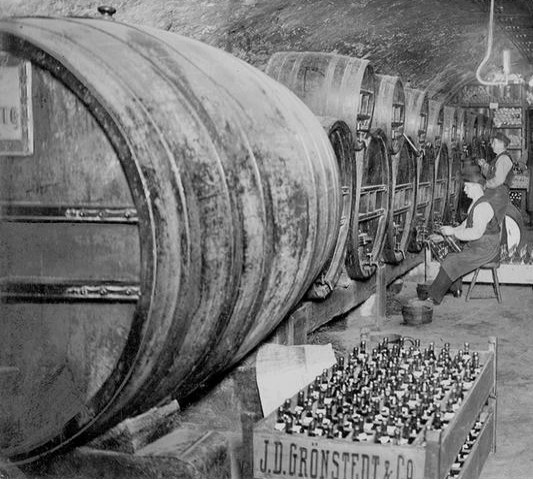
Grönstedts punschkällare, 1880-talet.

Johan Daniel Grönstedt, RVO, född 4 april 1806 Limå bruk i Leksand, död 20 december 1876 i Sankt Nikolai församling, var en svensk vinhandlare i Stockholm, vars namn Grönstedts fortfarande finns kvar som varumärke.

## Biografi
Efter att hans far dog då Johan Daniel Grönstedt endast var elva år gammal, var han tvungen att börja arbeta för egen försörjning. Han fick anställning hos krögaren Renström på Falu Källaresal i Falun, och flyttade 1824 till Stockholm och arbetade inom restaurangnäringen där. 1834 tog han över källaren Stiernan i Gamla stan, som innefattade både krog och vinhandel, och låg på Österlånggatan 45. "Vinhandel" innebar vid denna tid försäljning av såväl vin som spritdrycker. Punsch var på modet, och Grönstedts punsch blev mycket populär. Grönstedts rörelse växte, och 1846 öppnade han filial på Västerlånggatan 68. Samma år blandade och tappade Grönstedt också den första flaskan Cognac under eget namn.
Johan Daniel Grönstedt är begravd på Norra begravningsplatsen utanför Stockholm.

## Efter Grönstedts död
Efter Grönstedts död 1876 tog Georg August Wilhelm Schuldies över verksamheten, och vid det laget var namnet Grönstedts väl inarbetat på den svenska dryckesmarknaden. Hans namn fanns kvar i företagsnamnet J. D. Grönstedt & kompani när företaget förstatligades 1917. Det drevs inledningsvis som ett dotterbolag till AB Vin- & spritcentralen, men 1931 övergick det till att vara ett varumärke.
Grönstedts namn utnyttjas idag enbart på Cognac och punschen Grönstedts Blå. Produktionen av den senare var nedlagd från början av 2000-talet men återlanserades 2020. 
Namnet har även utnyttjats för portvin, till exempel Grådask, och för Armagnac.
År 2009 kom Mats Lindström ut med boken, Grönstedt Konjaksfursten från Leksand. Boken nominerades 2011 till Gourmand World Cookbook Awards, Best in the world

## Utmärkelser
- Riddare av första klassen av Vasaorden, 1865.[6]